# Паліперидон
Паліперидон (лат. Paliperidonum, англ. Paliperidone; Invega) — синтетичний лікарський засіб, селективний блокувальний  агент моноамінових ефектів, антипсихотичний, похідний та активний метаболіт іншого антипсихотичного препарату — рисперидону. Паліперидон застосовується як перорально, так і внутрішньом'язово. Паліперидон розроблений у лабораторії компанії «Janssen Pharmaceutica», та застосовується у клінічній практиці з 2006 року.

## Фармакологічні властивості
Паліперидон — синтетичний антипсихотичний препарат, що є похідним та активним метаболітом іншого антипсихотичного препарату — рисперидону, що є похідним бензізоксазолу. Механізм дії препарату полягає у блокуванні дофамінових рецепторів D2-типу та серотонінових 5-HT2A-рецепторів, а також блокуванні альфа-1-адренорецепторів, та частково альфа-2-адренорецепторів і H-1-гістамінових рецепторів. Паліперидон практично не взаємодіє з м-холінорецепторами, н-холінорецепторами, та бета-1 і бета-2 адренорецепторами. Наслідком дії препарату є зменшення продуктивної психіатричної симптоматики, та одночасно незначна частота екстрапірамідних та інших побічних ефектів у порівнянні з іншими антипсихотичними препаратами, у тому числі практично повною відсутністю підвищення рівня пролактину в крові. Паліперидон також характеризується швидшим настанням ефекту препарату та більш прогнозованою дією, оскільки при його застосуванні тривалий час утримується стабільна концентрація препарату в крові без виражених її коливань. Паліперидон застосовується для лікування шизофренії, як для постійного лікування, так і для лкування рецидивів захворювання, а також для лікування психотичних або маніакальних симптомів при шизоафективних захворюваннях. Препарат також застосовують при неефективності або непереносимості інших антипсихотичних препаратів, щоправда ефективність заміни інших препаратів на паліперидон малодосліджена, та не має доведеної ефективності.

### Фармакокінетика
Паліперидон погано і повільно всмоктується як після перорального, так і після внутрішньом'язового застосування, біодоступність препарату становить 28 % при пероральному застосуванні. Максимальна концентрація препарату досягається протягом 1 доби після перорального прийому препарату та 3—5 діб після внутрішньом'язового застосування. Паліперидон добре (на 74 %) зв'язується з білками плазми крові. Препарат проходить через гематоенцефалічний бар'єр, через плацентарний бар'єр та виділяється в грудне молоко. Паліперидон частково метаболізується в печінці з утворенням неактивних метаболітів. Виводиться препарат із організму переважно в незміненому вигляді з сечею (80 %), частково із калом (11 %). Період напіввиведення препарату становить 23 години при пероральному застосуванні, та 25—49 діб при внутрішньом'язовому введенні.

## Покази до застосування
Паліперидон застосовують для лікування шизофренії, як для постійного підтримуючого лікування, так і для лікування рецидивів захворювання, а також для лікування психотичних або маніакальних симптомів при шизоафективних захворюваннях.

## Побічна дія
При застосуванні паліперидону побічні ефекти спостерігаються рідше у порівнянні з іншими антипсихотичними препаратами, у тому числі практично повністю відсутнє підвищення рівня пролактину в крові при його застосуванні. Найчастішими побічними явищами при застосуванні препарату є тахікардія, диспепсія, сонливість, запаморочення, тремор, сухість у роті, подовження інтервалу QT на ЕКГ, акатизія, головний біль, збудження. Іншими побічними ефектами при застосуванні препарату є:
- Алергічні реакції та з боку шкірних покривів — шкірний висип, кропив'янка, акне, алопеція, алергічний дерматит, набряк Квінке, еритема шкіри, екзема, гіперкератоз шкіри, гарячка.
- З боку травної системи — нудота, блювання, запор або діарея, зубний біль, метеоризм, гастроентерит, біль у животі, жовтяниця, панкреатит, кишкова непрохідність, набрякання язика, хейліт.
- З боку нервової системи — манія, судоми, дискінезія або гіпокінезія, дистонія, розлади мови, паркінсонізм, глаукома, порушення зору, фотофобія, сплутаність свідомості, нервозність, ішемічні розлади головного мозку, парестезія або гіпестезія, вертиго, дзвін у вухах, серотоніновий синдром, порушення рівноваги, втрата свідомості, вкрай рідко злоякісний нейролептичний синдром.
- З боку серцево-судинної системи — артеріальна гіпотензія, брадикардія, венозний тромбоз, тромбоемболія легеневої артерії, біль у грудній клітці, фібриляція передсердь, AV-блокада, артеріальна гіпертензія, аритмії, припливи крові.
- З боку дихальної системи — задишка, аспіраційна пневмонія, біль у глотці та гортані, носова кровотеча, кашель, закладеність носа, застій у легенях, синдром нічного апное, бронхіт, інфекції дихальних шляхів, синусит.
- З боку ендокринної системи — гінекомастія, галакторея, аменорея та інші порушення менструального циклу, підвищення секреції пролактину, болючість і нагрубання молочних залоз, цукровий діабет, діабетична кома.
- З боку сечостатевої системи — пріапізм, вагінальні виділення, еректильна дисфункція, затримка сечовипускання, нетримання сечі, енурез, порушення еякуляції.
- З боку опорно-рухового апарату — біль у м'язах, рабдоміоліз, скутість м'язів, спазм м'язів, біль у кінцівках, біль у спині, біль у шиї.
- Зміни в лабораторних аналізах — лейкопенія, нейтропенія, еозинофілія, агранулоцитоз, тромбоцитопенія, анемія, гіперглікемія, гіпоглікемія, глюкозурія, зниження гематокриту, підвищення рівня активності гаммаглутамілтранспептидази та амінотрансфераз.

## Протипокази
Паліперидон протипоказаний при підвищеній чутливості до препарату або до рисперидону.

## Форми випуску
Паліперидон випускається у вигляді таблеток по 0,003; 0,006; 0,009 і 0,012 г; суспензії для ін'єкцій по 25, 50, 75, 100, 150 і 200 мг.